# European Young Chemists' Network
Het European Young Chemists’ Network (EYCN) is de jongerenafdeling van de European Chemical Society (EuChemS). Het is een samenwerkingsband van chemici die jonger zijn dan 35 jaar.

## Geschiedenis
De EYCN is een onderdeel van de Europese vereniging en is in 2006 opgericht. Het idee achter de oprichting van EYCN is ontstaan nadat er meerdere vergaderingen gehouden werden door de jonge chemici in Europa. Op 31 augustus 2006, vond het eerste Europese Chemie Congres (ECC) plaats in Boedapest. Tijdens dit congres is er een document geschreven genaamd "Aims, Tasks and Goals of EYCN". 
In maart 2007, nodigde Jens Breffke (Duitsland) en Csaba Janaky (Hongarije) alle Europese verenigingen uit om een vertegenwoordiger naar Berlijn te sturen voor het opstellen van het reglement van EYCN. Vanaf dat moment is EYCN bezig met contacten maken met jonge chemici om kennis, ideeën en ervaringen onderling te kunnen delen. Sinds de oprichting zijn er, van chemische verenigingen uit 28 verschillende landen, jonge chemisch aangesloten als delegaat bij de EYCN om hun jongere afdelingen te vertegenwoordigen (kaart).

## Organisatie
De EYCN heeft vier commissies (het Membership Team, Networks Team, Science Team en het Communicatie Team) met ieder zijn eigen verantwoordelijkheden. Elk team wordt aangestuurd door een groups of team leider. Gezien het feit dat EYCN een van de meest actieve onderdelen is van EuChemS, is EYCN druk bezig met deze rol behouden door het ondersteunen van studenten en hun mentoren, het verduidelijkte van kansen in het begin van de professionele carrière en door het toekennen van prijzen aan professionals. Deze prijzen zijn bijvoorbeeld de best poster and best oral presentation awards, en de European Young Chemist Award – EYCA. Daarnaast speelt EYCN een actieve rol in internationale uitwisselingsprogramma's die jonge chemici de mogelijkheid bieden naar het buitenland te gaan om een congres bij te wonen.
EYCN is succesvol betrokken bij de samenwerking met vergelijkbare Europese netwerken die jonge chemici verder willen helpen in hun carrière. Daarnaast heeft EYCN een goede samenwerking met de American Chemical Society (ACS) en hun jongere afdeling de Younger Chemists Committee (YCC) en is sinds kort een actieve samenwerking aangegaan met het International Younger Chemists Network (IYCN).
Naast de financiële steun van EuChemS, heeft EYCN ook al meerdere jaren een goede samenwerking met EVONIK Industries die EYCN ook financieel ondersteunen waar nodig.

## Projecten en evenementen
EYCN organiseert, in samenwerking met de Royal Society of Chemistry (RSC), elk jaar de fotografie competitie ‘Photochimica’ en de video competitie ‘Chemistry Rediscovered’ om zodoende wetenschap dichter bij een bredere doelgroep te brengen.
Verder organiseert EYCN verschillende evenementen, zoals het tweejaarlijkse internationale conferentie ‘European Young Chemitsts’ Meeting (EYCheM)’, een symposium tijdens de tweejaarlijkse ECC en een jaarlijkse DA. Tot nu toe zijn er 15 DA’s georganiseerd waarvan de eerste plaatsvond in 2006, in Boedapest, Hongarije.

## EYCN besturen
Vanaf 2006 tot 2013 werd het bestuur – en de daarbij horende teams – willekeurig veranderd elke een tot drie jaar. Vanaf 2013 worden er tweejaarlijks verkiezingen georganiseerd. Elk EYCN bestuur heeft de impact van EYCN versterkt door verschillende belangrijke prestaties.
- 2019-2021[7][8]

Voorzitter: Antonio M. Rodríguez García (Spanje); Secretaris: Maximilian Menche (Duitsland); Penningmeester: Jelena Lazić (2019–20) (Servië), Carina Crucho (2020–21) (Portugal); Communicatie teamleider: Maxime Rossato (Frankrijk); Internationale connecties teamleider: Lieke van Gijzel (Nederland); Lidmaatschapsteamleider: Miguel Steiner (Oostenrijk); Netwerk teamleider: Jovana V. Milic (Zwitserland); Wetenschapsteamleider: Katarina Josifovska (2019–20) (Noord-Marcadonië), Robert-Andrei Țincu (2020–21) (Roemenië); Adviseur: Alice Soldà (Italië)
- 2017-2019[9][10]

Voorzitter: Alice Soldà (Italië); Secretaris: Torsten John (Duitsland); Communicatie teamleider: Kseniia Otvagina (Rusland); Lidmaatschapsteamleider: Jelena Lazić (Servië); Netwerk teamleider: Victor Mougel (Frankrijk); Wetenschapsteamleider: Hanna Makowska (Polen); Adviseur: Fernando Gomollón-Bel (Spanje)
Belangrijkste prestaties: Oprichten van de webpagina “Chemistry across Europe” – met daarop informatie rond chemie in de academie en industrie – en het EYCN YouTube kanaal. Verder was de tweede ‘European Young Chemists' Meeting (EYCheM)’ georganiseerd, in samenwerking met JCF Bremen.

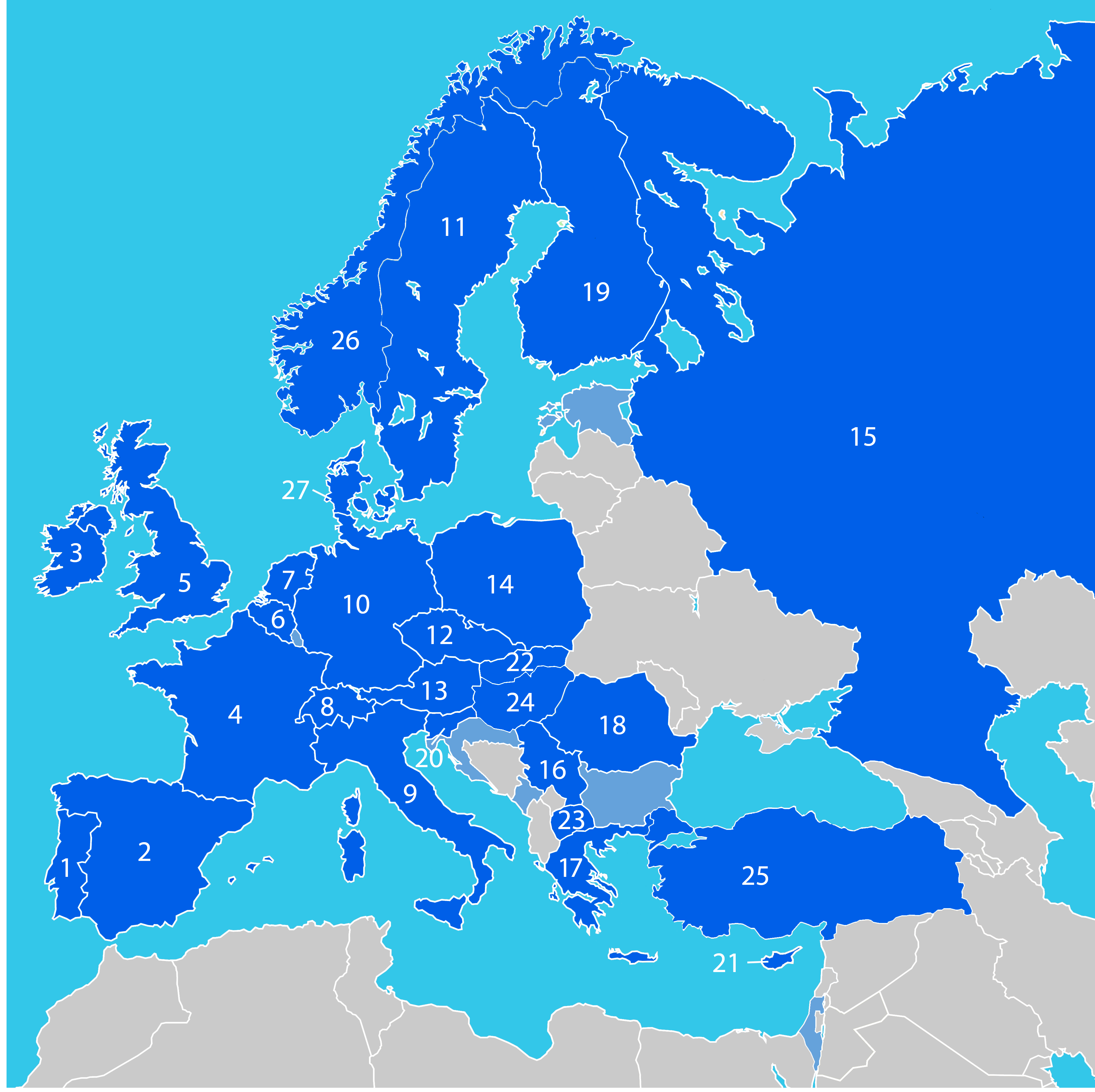
Een kaart van alle landen met actieve afgevaardigden in het EYCN: (6) België (2008), (21) Cyprus (2017), (27) Denemarken (2019), (10) Duitsland (2006), (19) Finland (2008), (4) Frankrijk (2007), (17) Griekenland (2011), (24) Hongarije (2006), (3) Ierland (2008), (9) Italië (2007), (20) Kroatië (2019), (7) Nederland (2007), (26) Noorwegen (2014), (13) Oostenrijk (2008), (14) Polen (2008), (1) Portugal (2007), (23) Republiek Noord-Macedonië (2018), (18) Roemenië (2007), (15) Rusland (2008), (16) Servië (2011), (22) Slowakije (2018), Slovenië (2015), (2) Spanje (2007), (12) Tsjechië (2007), (25) Turkije (2007), (5) Verenigd Koninkrijk (2007), (11) Zweden (2010), (8) Zwitserland (2007)

- 2015-2017

Voorzitter: Fernando Gomollón-Bel (Spanje); Secretaris: Camille Oger (Frankrijk); Wetenschapsteamleider: Oana Fronoiu (Roemenië); Communicatie teamleider: Sarah Newton (Verenigd Koninkrijk); Netwerk teamleider: Michael Terzidis (Griekenland); Lidmaatschapsteamleider: Emanuel Ehmki (Oostenrijk)
Belangrijkste prestaties: Het opstellen van verkiezingsregels voor het EYCN bestuur, het opstellen van een maandelijkse nieuwsbrief en het opstellen van reglementen voor de aanwezigheid van delegaten bij de DA.
- 2013-2015

Voorzitter: Frédérique Backaert (België); Secretaris: Aurora Walshe (Verenigd Koninkrijk); Wetenschapsteamleider: Vladimir Ene (Roemenië); Externe communicatie teamleider: Lisa Phelan (Ierland); Lidmaatschapsteamleider: Koert Wijnbergen (Nederland); Netwerk teamleider: Anna Stefaniuk-Grams (Polen); Adviseur: Cristina Todaşcă (Roemenië)
Belangrijkste prestaties: Eerste bijdrage van EYCN bij de EuCheMS Chemistry Congress (ECC5) in Istanbul, Turkije in 2014.
- 2012-2013

Voorzitter: Cristina Todaşcă (Roemenië); Secretaris: Aurora Walshe (Verenigd Koninkrijk)
Belangrijkste prestaties: Het herorganiseren van de EYCN in team, elk met een eigen teamleider waarbij delegaten als teamlid fungeren.
- 2010-2012

Voorzitter: Viviana Fluxa (Switzerland); Secretaris: Cristina Todaşcă (Roemenië); Industriële connecties: Lineke Pelleboer (Nederland); Externe communicatie: Guillaume Poisson (Frankrijk); Lidmaatschap en interne communicatie: Aurora Walshe (Verenigd Koninkrijk); Website ontwerper: Magorzata Zaitz (Polen)
Belangrijkste prestaties: De ontwikkeling van de EYCN website en actief deelnemen aan de 3e ‘EuCheMS Chemisty Congress’ in Neurenberg in 2010.
- 2009-2010

Voorzitter: Sergej Toews (Duitsland); Secretaris: Helena Laavi (Finland); Industriële connecties: Viviana Fluxa (Switzerland); Communicatie: Dan Dumitrescu (Roemenië); Wetenschappelijke zaken: Ilya Vorotyntsev (Rusland)
Belangrijkste prestaties: Het ontwikkelijken van de EYCN- bedrijfsidentiteit.
- 2006-2009

Voorzitter: Csaba Janáky (Hongarije); Secretaris: Emma Dumphy (Zwitserland); Penningmeester: Juan Luis Delgado de la Cruz (Spanje); Commissionairs sponsorrelaties: Jens Breffke (Duitsland); Communications Officer: Cristina Todaşcă (Roemenië)

Belangrijkste prestaties: Oprichting van de EYCN in Berlijn met een aanwezige vertegenwoordiging vanuit 12 chemische verenigingen.